# Cultura de Bulgaria

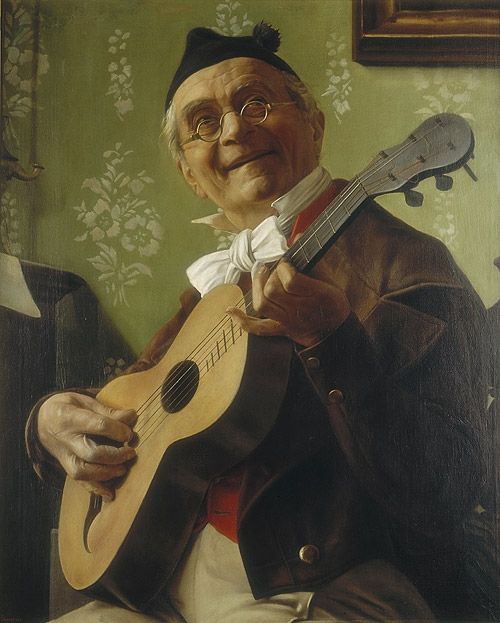
Un hombre de Florencia. Pintura de estilo renacentista de 1888 por Konstantin Velichkov.

La cultura de Bulgaria ha recibido influencias de varias civilizaciones antiguas, en particular, los tracios, griegos, romanos, eslavos y búlgaros. Los artefactos tracios incluyen varias tumbas y tesoros, mientras que los protobúlgaros han dejado rastros de su herencia en la música y arquitectura temprana. El tesoro más antiguo de oro trabajado en el mundo data del V milenio a. C. y se ubica en la Necrópolis de Varna.
Bulgaria fungió como el centro de la Europa eslava durante buena parte de la Edad Media, ejerciendo considerable influencia literaria y cultural sobre el mundo ortodoxo oriental por medio de la Escuela literaria de Preslav y la de Ohrid. En el siglo X, en estas escuelas se creó el alfabeto cirílico. Desde el acceso de Bulgaria a la Unión Europea, el 1 de enero de 2007, el cirílico se convirtió en el tercer alfabeto oficial de la Unión Europea, después del latino y el griego.
La contribución cultural de Bulgaria continuó durante los siglos XIX y XX, con individuos tales como John Atanasoff, un ciudadano estadounidense de origen búlgaro considerado el padre de la computadora digital. La cultura búlgara ha sido popularizada en el extranjero por varios connotados cantantes de ópera (Nicolai Ghiaurov, Boris Christoff, Raina Kabaivanska, Ghena Dimitrova, Anna Tomowa-Sintow, Vesselina Kasarova), el pianista Alexis Weissenberg y artistas exitosos, tales como Christo y Jeanne-Claude, Jules Pascin y Vladimir Dimitrov.

## Música

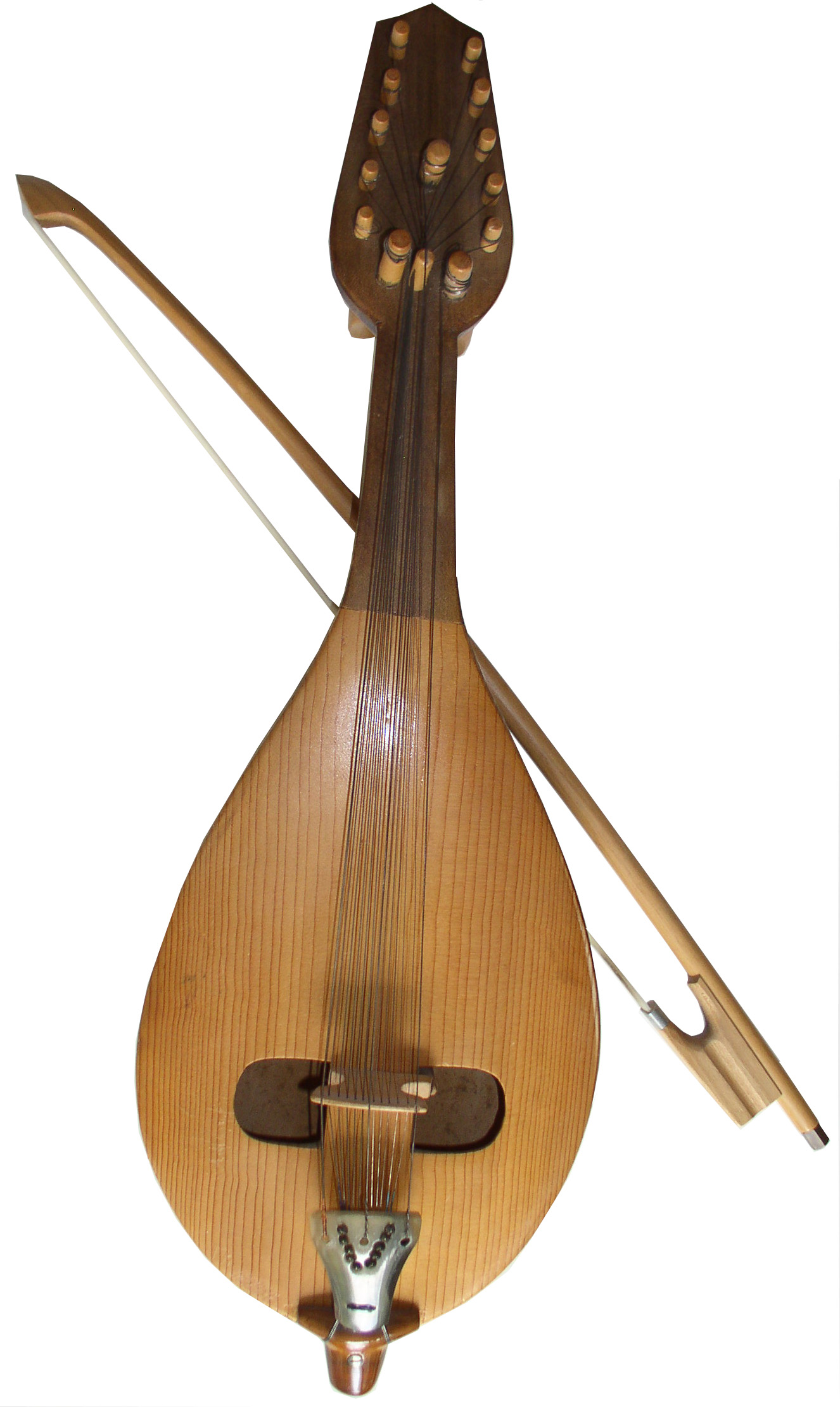
Gudulka, un instrumento de cuerda tradicional búlgaro.

La tradición musical de Bulgaria puede ser rastreada hasta inicios de la Edad Media. Uno de los primeros compositores conocidos de la Europa Medieval, Yoan Kukuzel (ca. 1280-1360). Alrededor de 90 de sus obras en todos los estilos eclesiásticos han sobrevivido hasta hoy en día, siendo posiblemente la más famosa aquella titulada Polieleion de las mujeres búlgaras, dedicada a su madre que, según algunos investigadores, contiene elementos de canciones fúnebres tradicionales de Bulgaria.

## Teatro
Según el Instituto Estadístico de Bulgaria, en 2005 existían 75 teatros en Bulgaria, incluyendo una ópera y un ballet, con unos 30.000 asientos en conjunto.

## Religión

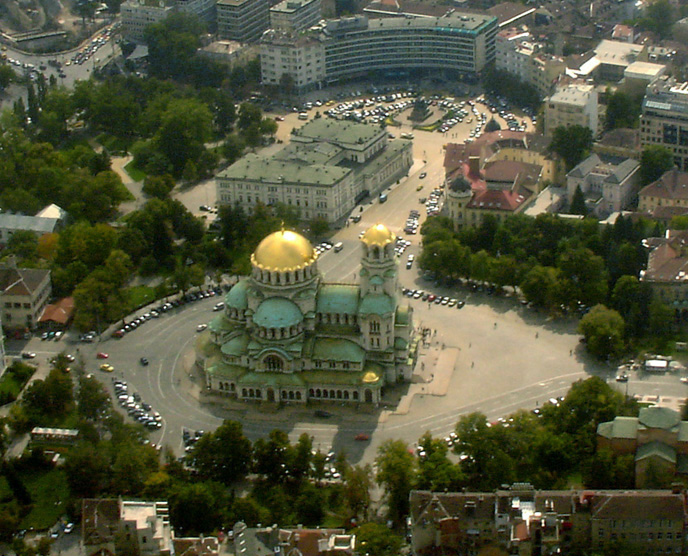
Catedral de Alejandro Nevski en Sofía, una de las iglesias ortodoxas más grandes del mundo.

Bulgaria es oficialmente un Estado laico y la Constitución garantiza la libertad de culto, pero nombra a la Iglesia ortodoxa como una religión oficial. En el censo de 2001, 82,6% de los búlgaros se declararon a sí mismos como cristianos ortodoxos; 12,2% musulmanes; 1,2% de otras denominaciones cristianas; 4% de otras religiones (Budismo, Taoísmo, Hinduismo, Judaísmo) y 0%, ateos. La mayoría de ciudadanos búlgaros tienen asociaciones  — al menos, nominalmente — con la Iglesia ortodoxa búlgara. Fundada en 870 bajo el Patriarcado de Constantinopla (de quien obtuvo su primer primado, clero y textos teológicos), la Iglesia ortodoxa búlgara tiene un estatus autocéfalo desde 927. La Iglesia se convirtió en subordinada del Patriarcado de Constantinopla dos veces durante los períodos de dominación bizantino (1018-1185) y otomano (1396-1878). Fue restablecida primero en 1870 bajo la forma del Exarcado búlgaro y, luego, en los años 1950 como el Patriarcado búlgaro.

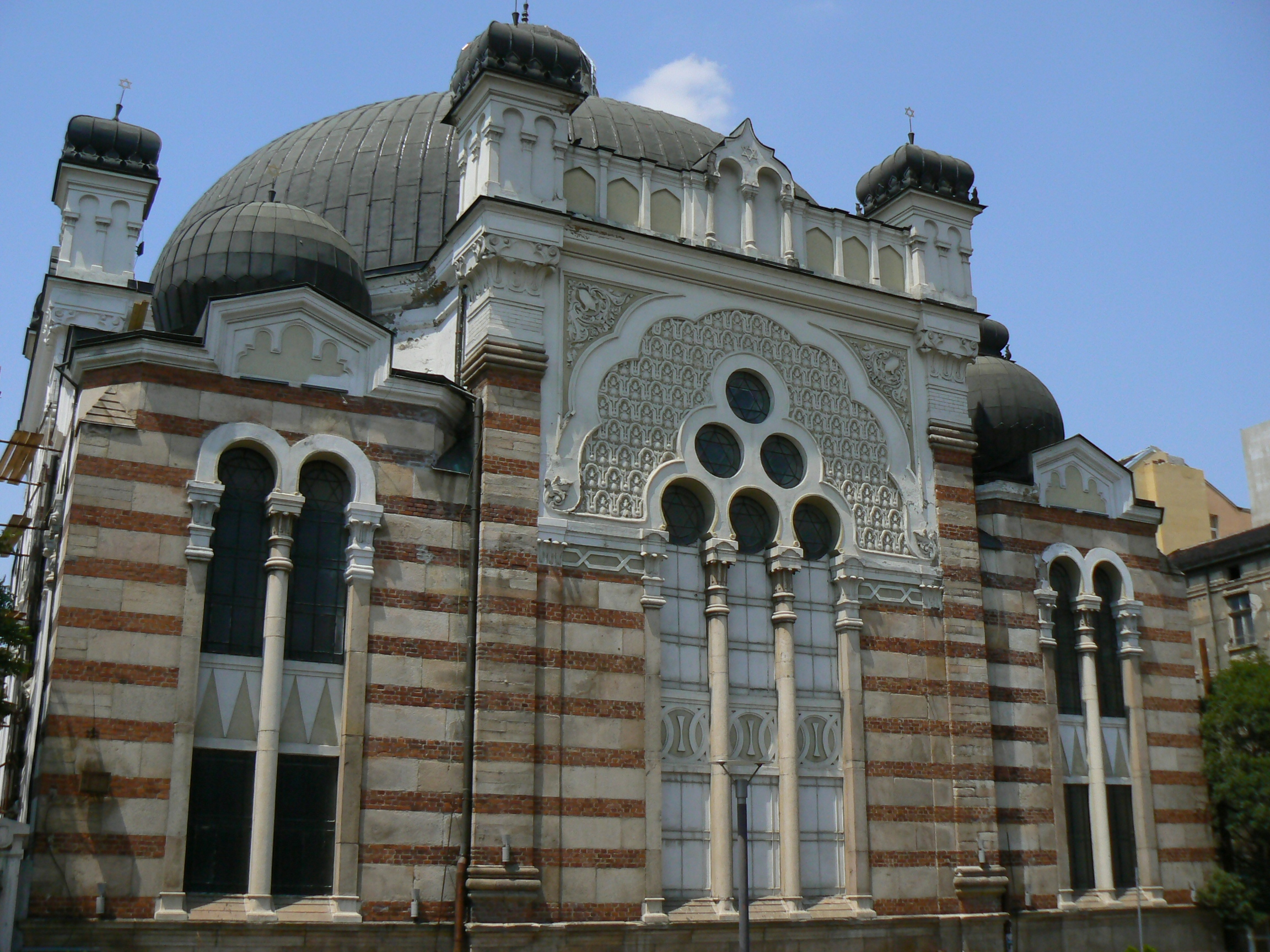
Sinagoga de Sofía. La comunidad judía en el país asciende a menos de 2000 personas.

El Islam llegó a Bulgaria a fines del siglo XIV después de la conquista del país por los otomanos. Gradualmente, ganó espacio durante los siglos XV y XVII por medio de los colonos túrquicos. Una secta islámica, la Comunidad Ahmadía, enfrenta problemas en Bulgaria. Algunos funcionarios han declarado contra los Ahmadis sobre la base de que otros países también atacan los derechos religiosos de los Ahmadis, a quienes muchos musulmanes consideran heréticos.
El budismo, hinduismo y el taoísmo se hicieron populares entre los búlgaros en la época de la Perestroika y, especialmente, después de la caída del régimen comunista. Normalmente, se trata de coreligiones o cocreencias de búlgaros que son cristianos (católicos u ortodoxos). Entre estas religiones orientales, los centros budistas están oficialmente registrados en Bulgaria bajo denominaciones religiosas. La cantidad de seguidores del budismo se ha incrementado gradualmente en los últimos años también debido a la afluencia de ciudadanos vietnamitas (predominantemente budistas) a Bulgaria.
Según la encuesta más reciente de Eurostat, en 2005, el 40% de los ciudadanos búlgaros respondió que "creían que existía un Dios", mientras que el 40% respondió que "creen que existe algún tipo de espíritu o fuerza vital"; 13% que "no creen que exista un Dios, espíritu o fuerza vital" y el 6% restante no contestó.

## Patrimonio neto de la Humanidad en Bulgaria
Bulgaria posee nueve sitios clasificados como Patrimonio de la Humanidad:
- El gran relieve altomedieval tallado en roca: Caballero de Madara
- Dos tumbas tracias (una en Svechtari y otra en Kazanlak)
- Tres monumentos de la cultura búlgara medieval: la Iglesia de Boyana, el Monasterio de Rila y las Iglesias rupestres de Ivanovo.
- Dos ejemplos de belleza natural: el parque nacional del Pirin y la Reserva Natural de Srébarna.
- La antigua ciudad de Nesebar, conocida como la Dubrovnik de la costa búlgara del mar Negro, una combinación única de interacción cultural europea, así como históricamente uno de los centros más importantes de comercio marítimo en el Mar Negro.

## Galería

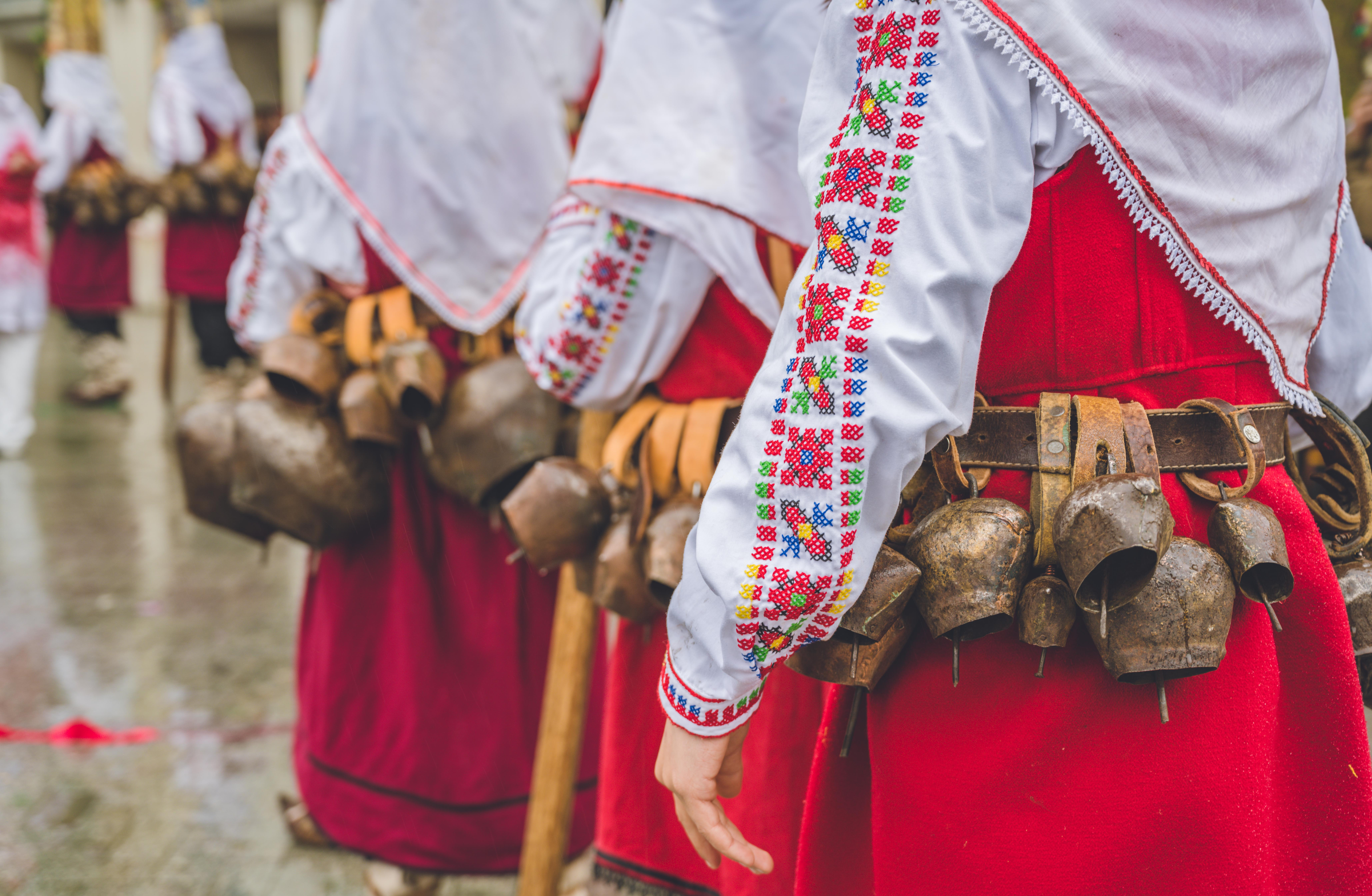
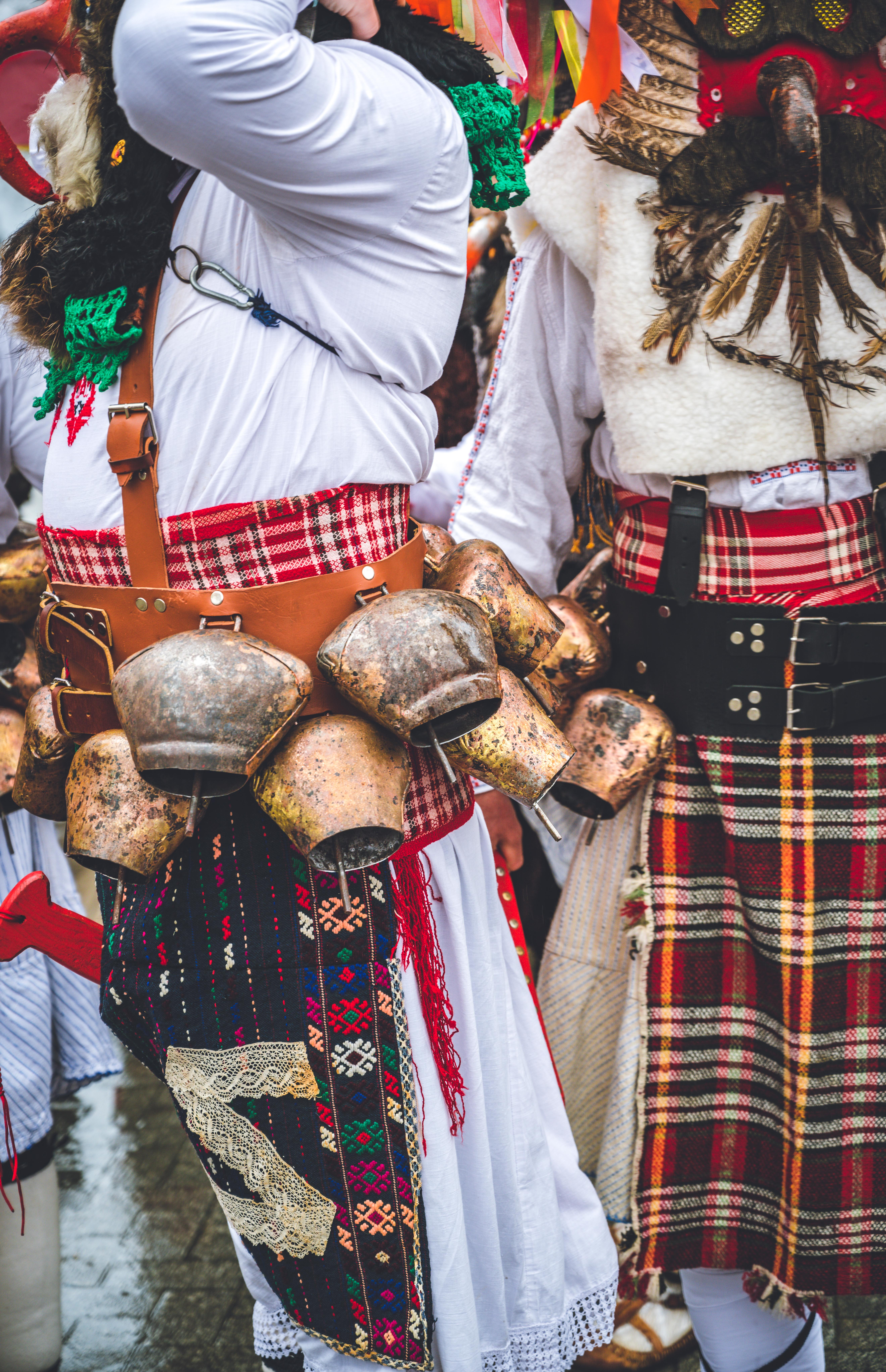
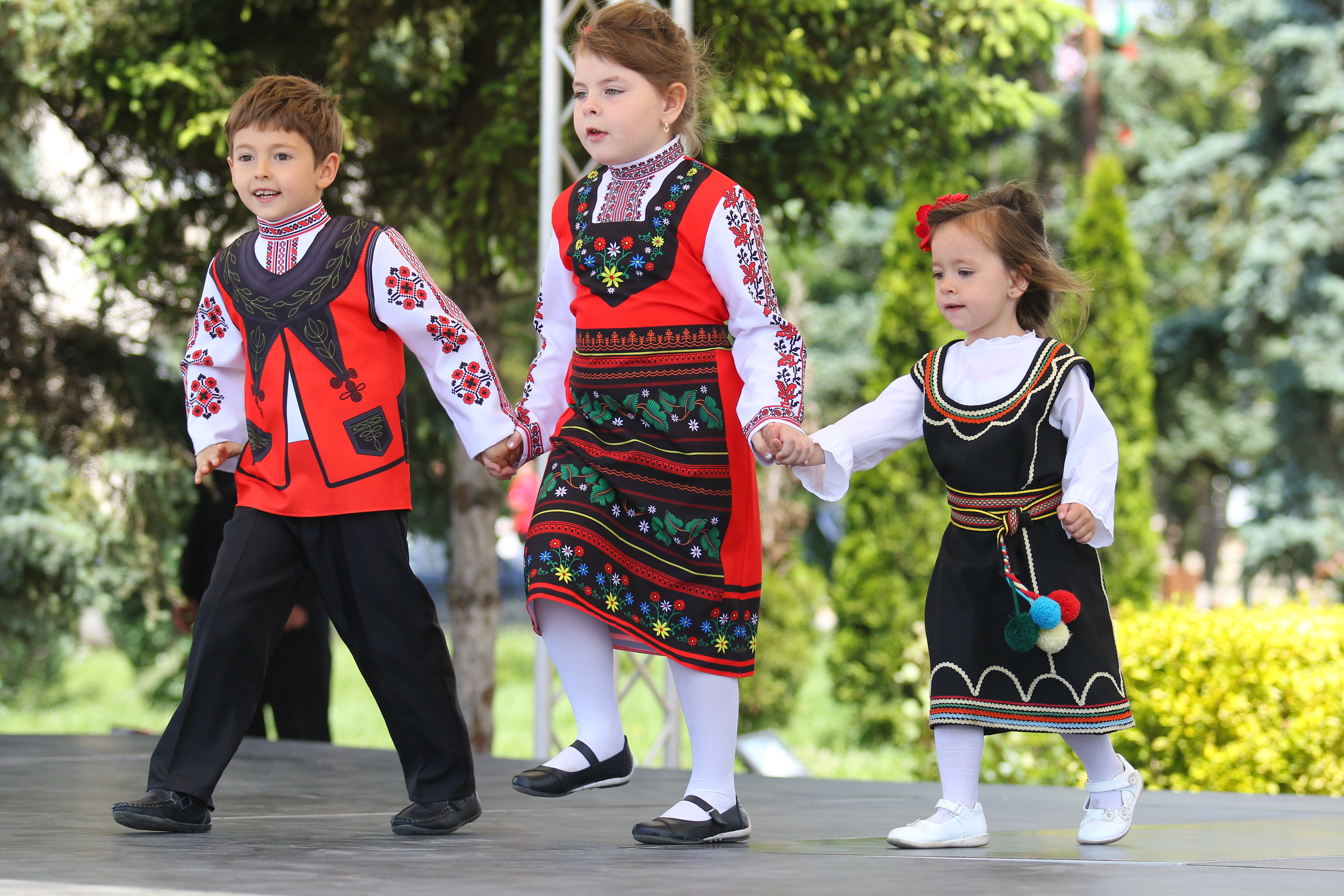
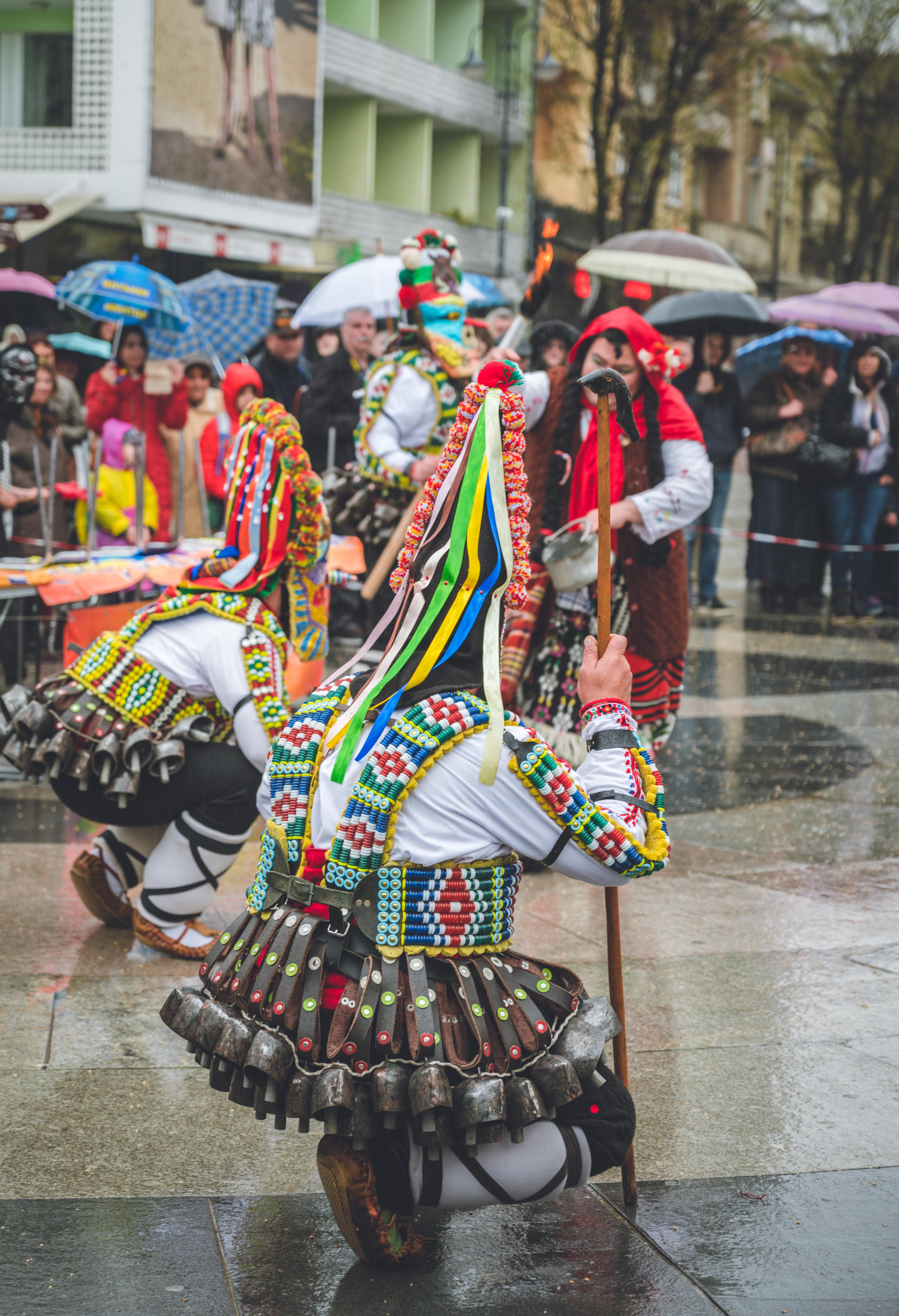
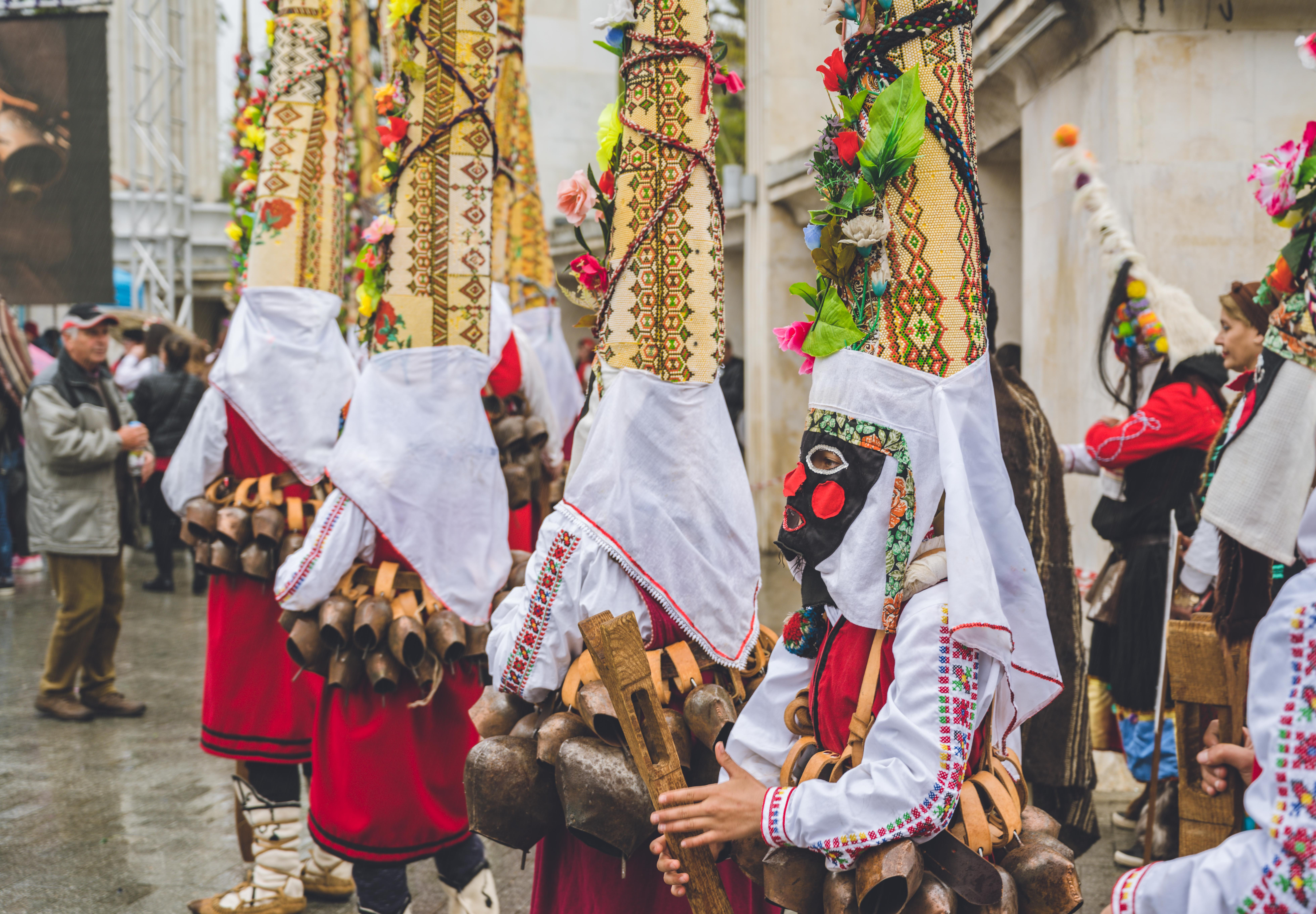
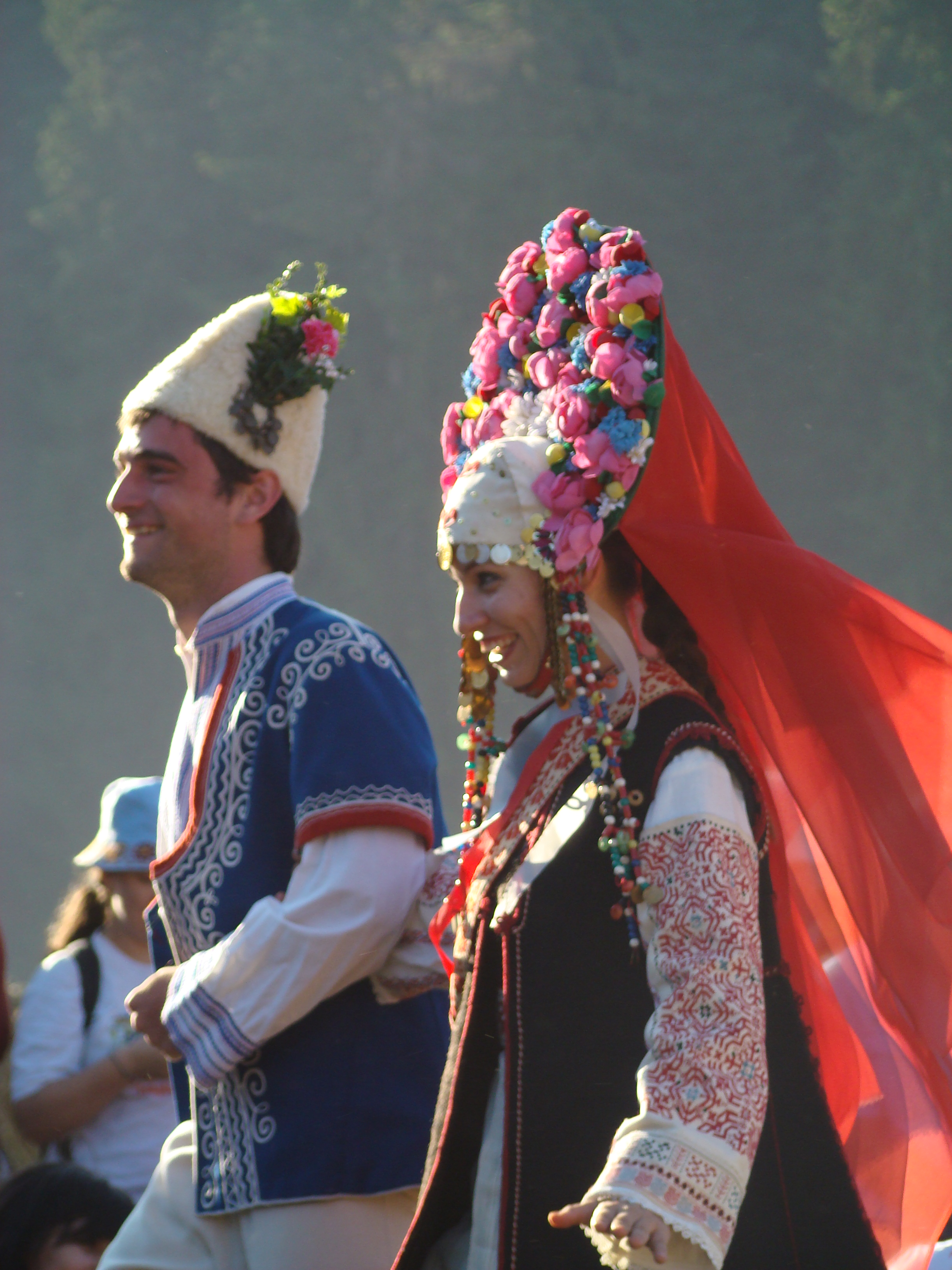
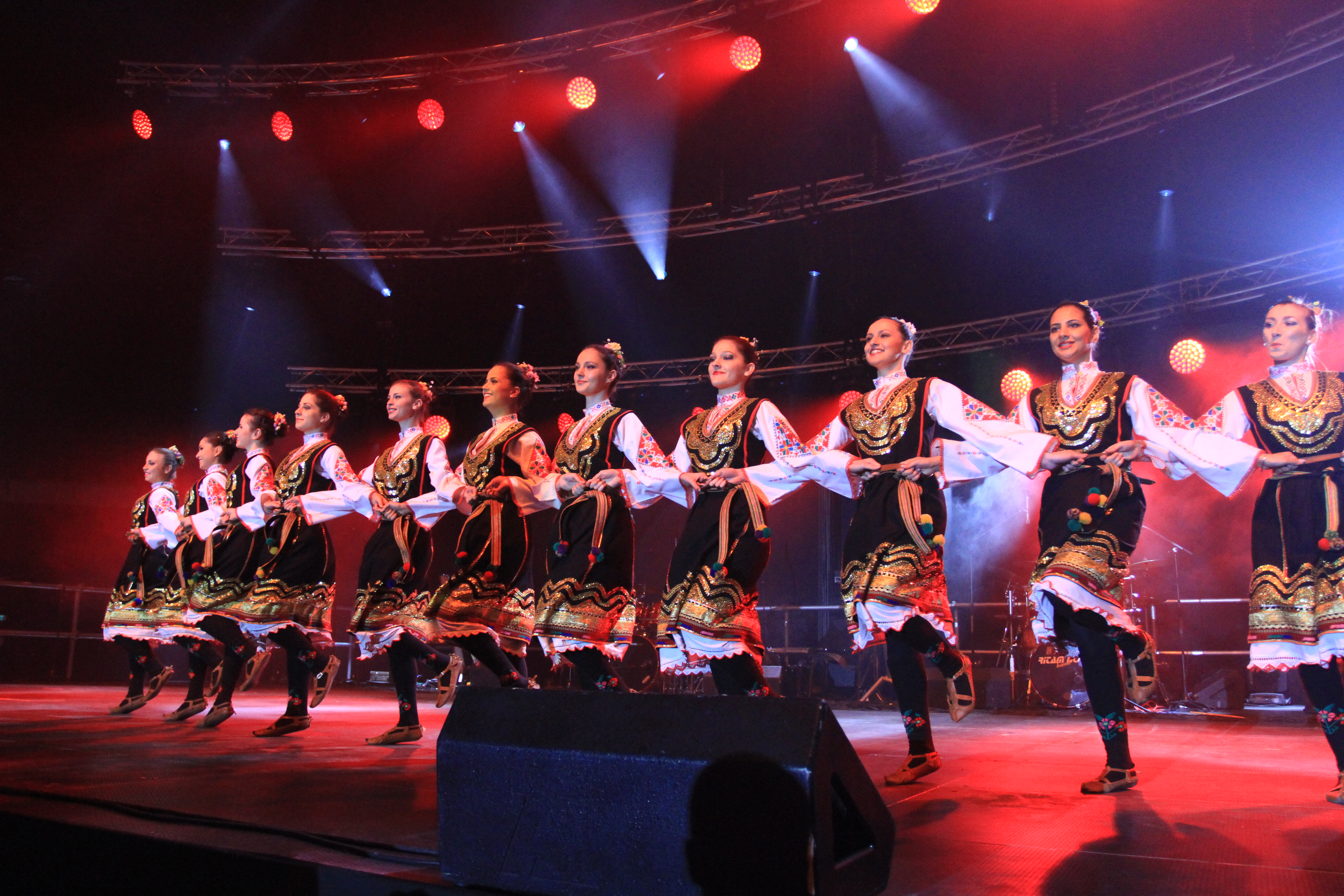
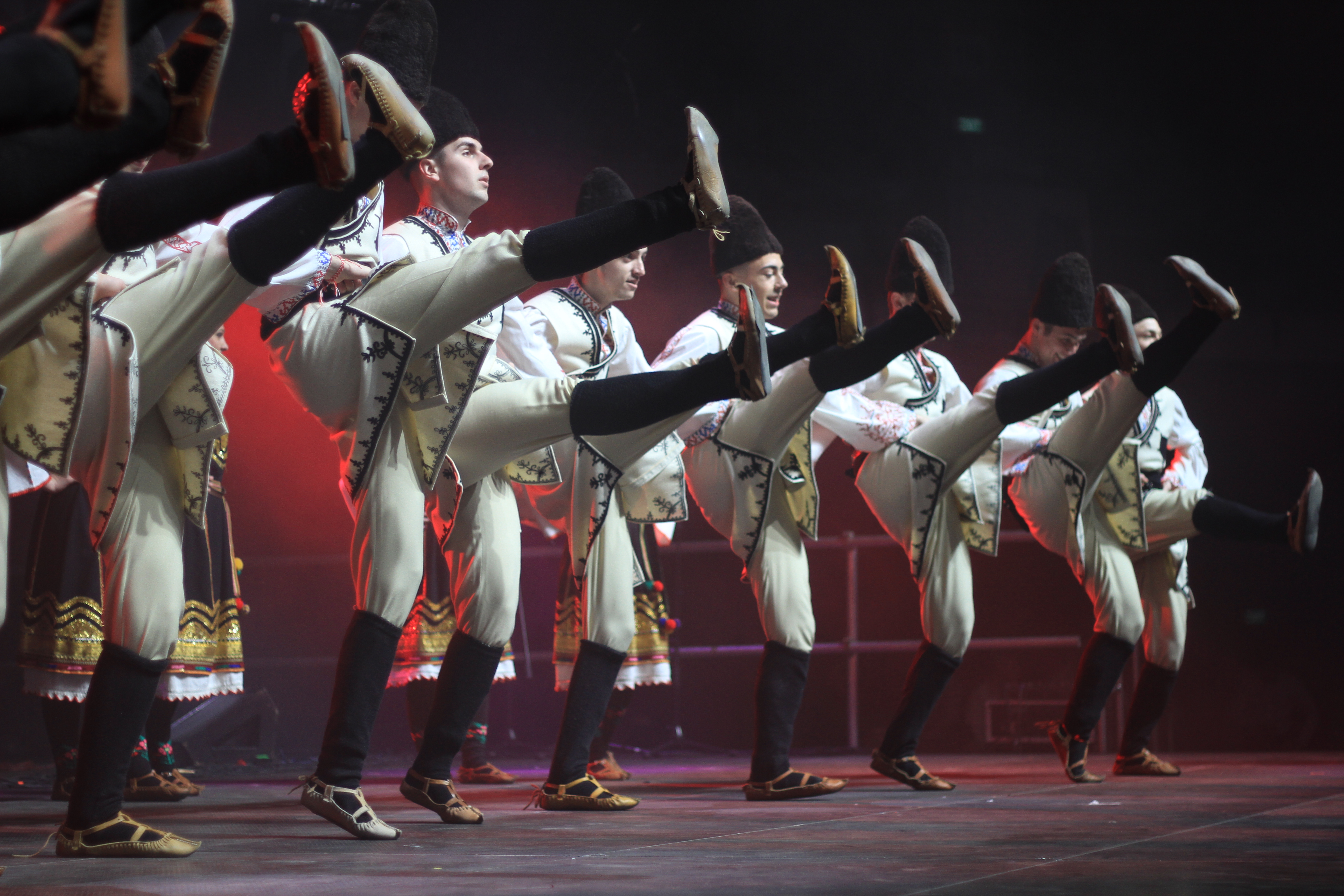
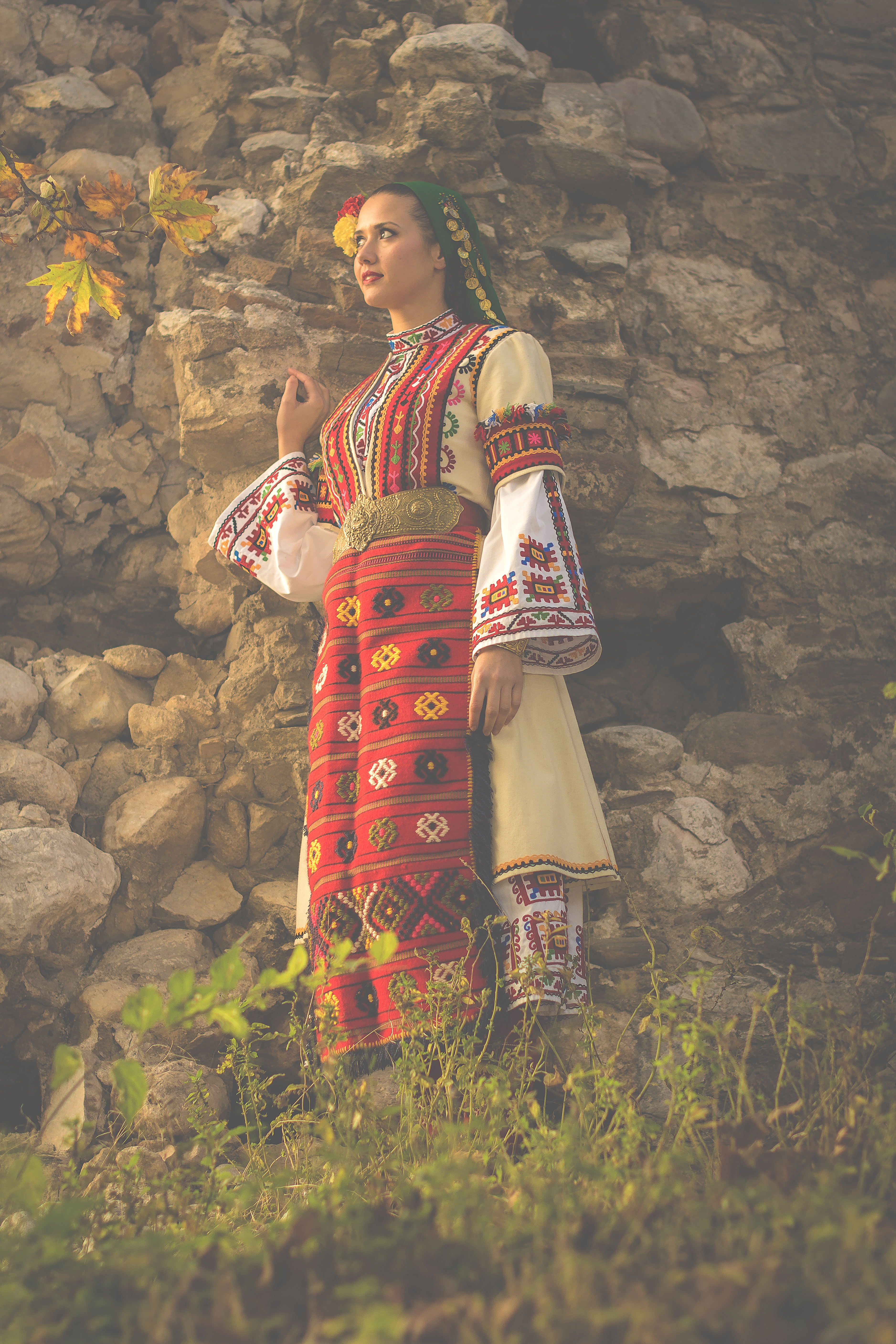